# فرانسوا داميين
فرانسوا داميين (بالفرنسية: François Damiens)‏ (و. 1973  م) هو فنان كوميدي، وممثل أفلام، ومخرج أفلام، وممثل، ومخرج، وكاتب سيناريو  بلجيكي، ولد في أوكل، بدأ مشواره المهني سنة 2000.

## التعليم
تعلم في École pratique des hautes études commerciales ‏.

## جوائز
حصل على جوائز منها:
نيشان الفنون والآداب من رتبة فارس في 2011

## وصلات خارجية
- فرانسوا داميين في قاعدة بيانات الأفلام على الإنترنت
- فرانسوا داميين  على موقع أول موفي